# Troels Rasmussen
Troels Rasmussen (Ebeltoft, 7 de abril de 1961) é um ex-futebolista profissional dinamarquês, que atuava como goleiro.

## Carreira
Troels Rasmussen fez parte do elenco da Seleção Dinamarquesa de Futebol da Copa do Mundo de 1986 